# Menheperré
Nem összetévesztendő a következőkkel: III. Thotmesz fáraó, akinek trónneve Menheperré volt, illetve fia, Menheperré herceg.
Menheperré ókori egyiptomi főpap, Ámon thébai főpapja i. e. 1044 és 992 közt, a XXI. dinasztia idején.
Apja I. Pinedzsem, aki i. e. 1070-től Ámon thébai főpapja és a déli országrész de facto uralkodója volt, majd i. e. 1054-ben fáraóvá kiálttatta ki magát. Főpapként fiai követték, Maszaharta, majd Dzsedhonszuefanh, akinek halála után, Neszubanebdzsed 25. évében Menheperré lett a főpap. Anyja valószínűleg Duathathor-Henuttaui, XI. Ramszesz fáraó lánya.
Bátyja, I. Paszebahaenniut fáraóként az északi országrész ura lett, Menheperré vele egyidőben uralkodott thébai főpapként a déli országrész, Felső-Egyiptom fölött. Hatalomra jutása után – egy, a Louvre-ban őrzött sztélé tanúsága szerint – rögtön délre ment, hogy „lecsendesítse a földet és elnyomja ellenségét”. Több bajkeverőt a nyugati oázisokba száműzött, de később visszarendelte őket. Több építkezésbe is fogott, többek közt az el-hibai erődébe. Egyik elődjéhez, Herihórhoz hasonlóan trónnevet vett fel, melynek jelentése Ámon első prófétája (a legfőbb Ámon-pap hagyományos címe), és kártust is használt.
Unokahúgát, Paszebahaemniut lányát, Iszetemhebet vette feleségül. Gyermekeik:
- II. Neszubanebdzsed, aki követte apját a főpapi székben.
- Henuttaui, Neszubanebdzsed felesége, Ámon énekesnője. A karnaki 10. pülónon említik. A Deir el-Bahari-i MMA 60 sírban temették el, koporsói Bostonban és New Yorkban vannak. Egy lánya ismert, Iszetemheb.
- II. Pinedzsem, főpap bátyja halála után. Húgát, Iszetemhebet vette feleségül. Fiuk II. Paszebahaenniut fáraó.
- Iszetemheb, II. Pinedzsem felesége.
- Hori, Ámon és Széth papja. Múmiáját és koporsóit Bab el-Gaszusznál (Deir el-Bahari) találták meg, ma a kairói Egyiptomi Múzeumban vannak.
- Meritamon, Ámon énekesnője. Bab el-Gaszusznál temették el II. Paszebahaemniut főpapsága alatt, koporsói Kairóban vannak.
- Gautszesen, Montu énekesnője. Bab el-Gaszusznál temették el, koporsója és temetkezési papiruszai ma Kairóban vannak. Férje Tjanefer volt, Ámon harmadik prófétája. Két fiuk ismert: Pinedzsem és Menheperré.